# Därmen Säduaqassow
Därmen Qanatuly Säduaqassow (kasachisch Дәрмен Қанатұлы Сәдуақасов, russisch Дармен Канатович Садвакасов Darmen Kanatowitsch Sadwakassow; * 28. April 1979 in Zelinograd, heute Astana) ist ein kasachischer Schachmeister.

## Leben
Säduaqassow schloss ein Studium der Übersetzungswissenschaft an der Eurasischen Nationalen Gumiljow-Universität ab. 2009 absolvierte er ein Studium zum Magister der staatlichen Verwaltung an der Carnegie Mellon University. Zwischen 2009 und 2012 arbeitete er in der Präsidialverwaltung der Republik Kasachstan, seit 2012 ist er in der Agentur für den Öffentlichen Dienst der Republik Kasachstan tätig.

## Erfolge
Säduaqassow gewann 1995 die Jugendmeisterschaft Asiens. 1998 gelang ihm in Kozhikode der Gewinn der Juniorenweltmeisterschaft U20. Der Weltschachbund FIDE verlieh ihm daraufhin den Titel Großmeister. Säduaqassow gewann 2000 ein bedeutendes Open in Bali. In seiner Heimatstadt Astana besiegte er in einem Wettkampf 2003 Viktor Kortschnoi mit 5-3 (+2 =6 −0) und in einem Wettkampf 2004 Ex-Weltmeister Anatoli Karpow mit 4,5-3,5 (+2 =5 −1). 2004 gewann er in Kopenhagen.
Er spielte 1998, 2000, 2002 und 2004 für Kasachstan bei der Schacholympiade, ebenso bei der asiatischen Mannschaftsmeisterschaft 2003 und bei den Schachwettbewerben der Asienspiele 2006 (bei denen er das zweitbeste Einzelergebnis am Spitzenbrett erreichte) und 2010. In der russischen Mannschaftsmeisterschaft spielte Säduaqassow 2005 für Yunilain Samara.
Seine Elo-Zahl beträgt 2629 (Stand: April 2020). Damit läge er auf dem zweiten Platz der kasachischen Elo-Rangliste, er wird jedoch als inaktiv geführt, da er seit den Schachwettbewerben der Asienspiele 2010 in Guangzhou keine gewertete Partie mehr gespielt hat. Seine bisher höchste Elo-Zahl betrug 2643 im Oktober 2008.